# Thiết hồn bạch
Thiết hồn bạch là một di vật dùng cho việc thờ cúng của người Việt.
Ở Nam Bộ ngày xưa, nó được làm từ một dải lụa trắng. Vào thời điểm người đang hấp hối hoặc vừa qua đời, hơi ấm trên người vẫn còn thì người thân của họ sẽ dùng một dải lụa trắng đắp ngang lên ngực. Nhằm mục đích giữ lại một chút hơi ấm hay linh hồn của người chết. Sau đó tấm vải lụa này sẽ được thắt thành một hình người (hình nhân) và được thờ cúng sau đó. Tuy nhiên, ngày nay phong tục này ngày nay đã bỏ. Thay vào việc thờ cúng thiết hồn bạch thì người ta thờ cúng người chết bằng di ảnh.
Tại miền Bắc, nó được bện bằng vải trắng, nhà sư treo cái này ở đầu tích trượng lúc dẫn hồn. Cách làm có ghi trong "Tam giáo chính độ thực lục".